# Alt Rin
L'Alt Rin (68) (Haut-Rhin en francès) és un departament de França situat a l'est d'aquest estat, a la regió fronterera d'Alsàcia. En alsacià s'anomena per la denominació tradicional Oberelsass (Alta Alsàcia).

## Geografia
L'Alt Rin és un dels dos departaments que formen la regió d'Alsàcia. Limita amb el departament del Baix Rin, que és l'altre departament alsacià, i amb els departaments de Vosges (Lorena) i del Territori de Belfort (Franc Comtat). Així mateix, limita a l'est amb Alemanya, situada a l'altra banda del riu Rin, i al sud amb els cantons suïssos de Jura, Solothurn, Basilea-Ciutat i Basilea-Camp.
El territori departamental està dividit en 31 cantons i 377 municipis. El cantó és una divisió territorial del departament, i que pot estar compost bé per diversos municipis, o bé per només un. En el cas de les grans ciutats, els cantons poden estar composts per diversos barris d'aquestes. El cantó porta el nom del seu chef-lieu, que en la majoria d'ocasions és la ciutat més important.

## Història
L'Alt Rin és un dels vuitanta-tres departaments originals creats durant la Revolució Francesa, el 4 de març de 1790 (en aplicació de la llei del 22 de desembre de 1789). Va ser creat a partir de la meitat sud de l'antiga província d'Alsàcia. Els seus límits, però, han sofert diverses modificacions al llarg de la història:
- l'any 1790, l'Alt Rin comprenia els districtes de Colmar, Altkirch i Ammerschwihr;
- l'any 1795, després de la supressió dels districtes, el departament de l'Alt Rin el formen els cantons d'Altkirch, Ammerschwihr, Belfort, Colmar, Dannemarie, Delle, Eguisheim, Ensisheim, Fontaine, Giromagny, Habsheim, Hirsingue, Horbourg, Huningue, Landser, Lutterbach, Sainte-Marie-aux-Mines, Masevaux, Munster, Neuf-Brisach, Ferrette, Ribeauvillé, Riquewihr, Rouffach, Saint-Amarin, Sainte-Croix-aux-Mines, Lapoutroie, Cernay, Soultz, Thann i Turckheim;
- l'any 1798, la ciutat de Mülhausen, fins aleshores ciutat lliure, passà a formar part del departament de l'Alt Rin;
- l'any 1800, l'Alt Rin s'annexionà el departament del Mont Terrible;
- l'any 1814, l'Alt Rin perdé la major part dels territoris de l'antic departament del Mont Terrible, que foren retornats a Suïssa. Només conservà l'antic principat de Montbéliard i el cantó d'Audincourt;
- l'any 1816, l'Alt Rin perdé Montbéliard i Audincourt, que passaren a formar part del departament de Doubs (Franc Comtat);
- l'any 1871, la major part del departament passà a mans alemanyes a conseqüència del Tractat de Frankfurt, que posà fi a la Guerra francoprussiana.[1] Amb la part que romangué francesa es creà el Territori de Belfort;
- l'any 1919, l'Alt Rin tornà a sobirania francesa (Tractat de Versalles) però separat del Territori de Belfort.

## Política
El Consell General de l'Alt Rin està controlat per la dreta, que hi té la majoria absoluta. Aquesta assemblea és l'òrgan deliberant del departament.
Els seus membres, anomenats consellers generals, són escollits per un mandat de 6 anys. Ara bé, no tots els cantons celebren eleccions alhora, sinó que una meitat dels cantons les celebra en una data, i l'altra meitat les celebra 3 anys més tard. Així, cada 3 anys, es renova parcialment el Consell General de l'Alt Rin.
L'escrutini es fa seguint el mateix sistema que regeix per a les eleccions legislatives: majoritari uninominal a dues voltes. Per a poder passar a la segona volta, cal obtenir el vot del 10% dels inscrits. Un candidat podrà sortir elegit conseller general des de la primera volta si hi aconsegueix la majoria absoluta dels vots emesos i com a mínim el vot del 25% dels inscrits al cens electoral.
L'atribució principal del Consell General és la de votar el pressupost del departament. Actualment, la composició política d'aquesta assemblea és la següent:
- No-adscrits de dreta: 9 consellers generals
- Unió per un Moviment Popular (UMP): 7 consellers generals
- Partit Socialista (PS): 5 consellers generals
- Unió per a la Democràcia Francesa (UDF): 4 consellers generals
- No-adscrits d'esquerra: 3 consellers generals
- Els Verds: 2 consellers generals
- Alsace d'Abord: 1 conseller general

Així mateix, l'altra principal funció del Consell General és la d'escollir d'entre els seus membres una comissió permanent, formada per un president i diversos vicepresidents, que serà l'executiu del departament. Actualment, el càrrec de president l'ocupa Charles Buttner (UDF), elegit conseller general pel cantó de Habsheim, on va guanyar les eleccions cantonals amb el 60,32% dels vots emesos a la segona volta. Charles Buttner, que ocupa la presidència del Consell General des de les eleccions cantonals de 2004, substitueix en el càrrec Constant Goerg (no-adscrit de dreta), que no es presentà la reelecció.